# Estadio Sir Vivian Richards
El Estadio Sir Vivian Richards (en inglés: Sir Vivian Richards Stadium) es un estadio localizado en North Sound, en la isla de Antigua, en el país de las Antillas Menores de Antigua y Barbuda. Fue construido para su uso en la Copa Mundial de Críquet de 2007, donde fue sede de 8 partidos. El estadio generalmente recibe hasta 10.000 personas, pero los asientos temporales duplicaron su capacidad para la Copa Mundial de Críquet. El estadio lleva el nombre del excapitán del equipo de las Indias Occidentales Viv Richards.
El estadio está a unos 10-20 minutos en vehículo de la ciudad capital, St. John's, y del aeropuerto internacional del país, (Aeropuerto Internacional VC Bird). El lugar tuvo un costo aproximado de $ 60 millones, y la mayoría de los fondos procedieron de una subvención del gobierno chino. El estadio también ha sido usado para partidos de fútbol de la selección local.